# All the Beauty in This Whole Life
Albums de Brother Ali
Left in the Deck
(2013)
All the Beauty in This Whole Life est le sixième album studio de Brother Ali, sorti le 5 mai 2017.
L'opus est entièrement produit par Ant.
La chanson Pray for Me est inspirée de l'expérience de Brother Ali avec l'albinisme et le titre Out of Here fait référence aux suicides de son père et de son grand-père.
L'album s'est classé 125e au Billboard 200.

## Liste des titres
| No  | Titre                                       | Contient un (des) sample(s) de                                 | Durée |
| --- | ------------------------------------------- | -------------------------------------------------------------- | ----- |
| 1.  | Pen to Paper (featuring Amir Sulaiman)      |                                                                | 2:38  |
| 2.  | Own Light (What Hearts Are For)             |                                                                | 4:09  |
| 3.  | Special Effects (featuring Dem Atlas)       |                                                                | 4:51  |
| 4.  | Can't Take That Away                        | Don't Burn the Bridge (That Took You Across) de Dionne Warwick | 4:08  |
| 5.  | Dear Black Son                              |                                                                | 3:52  |
| 6.  | We Got This (featuring Sa-Roc)              |                                                                | 3:01  |
| 7.  | Uncle Usi Taught Me                         |                                                                | 5:54  |
| 8.  | Pray for Me                                 |                                                                | 3:43  |
| 9.  | It Ain't Easy                               |                                                                | 3:53  |
| 10. | Never Learn                                 |                                                                | 4:45  |
| 11. | Tremble                                     |                                                                | 3:09  |
| 12. | Before They Called You White                |                                                                | 3:36  |
| 13. | The Bitten Apple (featuring Idris Phillips) |                                                                | 4:23  |
| 14. | Out of Here                                 |                                                                | 4:31  |
| 15. | All the Beauty in This Whole Life           |                                                                | 4:47  |